# Pandemia di COVID-19 in Mauritania
Il primo caso della pandemia di COVID-19 in Mauritania è stato confermato il 13 marzo 2020.

## Antefatti
Il 12 gennaio 2020, l'Organizzazione mondiale della sanità (OMS) ha confermato che un nuovo coronavirus era la causa di una nuova infezione polmonare che aveva colpito diversi abitanti della città di Wuhan, nella provincia cinese dell'Hubei, il cui caso era stato portato all'attenzione dell'OMS il 31 dicembre 2019.
Sebbene nel tempo il tasso di mortalità del COVID-19 si sia rivelato decisamente più basso di quello dell'epidemia di SARS che aveva imperversato nel 2003, la trasmissione del virus SARS-CoV-2, alla base del COVID-19, è risultata essere molto più ampia di quella del precedente virus del 2003, ed ha portato a un numero totale di morti molto più elevato.
Il 5 maggio 2023, l'Organizzazione mondiale della sanità dichiara ufficialmente la fine della pandemia.

## Andamento dei contagi
| Data                                                                          | Data       |  | Numero di casi | Numero di morti |
| ----------------------------------------------------------------------------- | ---------- |  | -------------- | --------------- |
| 13-03-2020                                                                    | 13-03-2020 |  | 1(N.D.)        |                 |
| ⋮                                                                             | ⋮          |  | 1(=)           |                 |
| 18-03-2020                                                                    | 18-03-2020 |  | 2(+100%)       |                 |
| ⋮                                                                             | ⋮          |  | 2(=)           |                 |
| 26-03-2020                                                                    | 26-03-2020 |  | 3(+50%)        |                 |
| 27-03-2020                                                                    | 27-03-2020 |  | 3(=)           |                 |
| 28-03-2020                                                                    | 28-03-2020 |  | 5(+67%)        |                 |
| 29-03-2020                                                                    | 29-03-2020 |  | 5(=)           |                 |
| 30-03-2020                                                                    | 30-03-2020 |  | 6(+20%)        | 1(N.D.)         |
| ⋮                                                                             | ⋮          |  | 6(=)           | 1(=)            |
| 09-04-2020                                                                    | 09-04-2020 |  | 7(+17%)        | 1(=)            |
| ⋮                                                                             | ⋮          |  | 7(=)           | 1(=)            |
| 18-04-2020                                                                    | 18-04-2020 |  | 7(=)           | 1(=)            |
| ⋮                                                                             | ⋮          |  | 7(=)           | 1(=)            |
| 29-04-2020                                                                    | 29-04-2020 |  | 8(+14%)        | 1(=)            |
| ⋮                                                                             | ⋮          |  | 8(=)           | 1(=)            |
| 12-05-2020                                                                    | 12-05-2020 |  | 9(+12%)        | 1(=)            |
| 13-05-2020                                                                    | 13-05-2020 |  | 15(+67%)       | 2(+100%)        |
| 14-05-2020                                                                    | 14-05-2020 |  | 20(+33%)       | 2(=)            |
| 15-05-2020                                                                    | 15-05-2020 |  | 29(+45%)       | 3(+50%)         |
| 16-05-2020                                                                    | 16-05-2020 |  | 40(+38%)       | 4(+33%)         |
| 17-05-2020                                                                    | 17-05-2020 |  | 62(+55%)       | 4(=)            |
| 18-05-2020                                                                    | 18-05-2020 |  | 81(+31%)       | 4(=)            |
| 19-05-2020                                                                    | 19-05-2020 |  | 131(+62%)      | 4(=)            |
| 20-05-2020                                                                    | 20-05-2020 |  | 141(+7,6%)     | 4(=)            |
| 21-05-2020                                                                    | 21-05-2020 |  | 173(+23%)      | 5(+25%)         |
| 22-05-2020                                                                    | 22-05-2020 |  | 200(+16%)      | 6(+20%)         |
| 23-05-2020                                                                    | 23-05-2020 |  | 227(+14%)      | 6(=)            |
| 24-05-2020                                                                    | 24-05-2020 |  | 237(+4,4%)     | 6(=)            |
| 25-05-2020                                                                    | 25-05-2020 |  | 262(+11%)      | 9(+50%)         |
| 26-05-2020                                                                    | 26-05-2020 |  | 268(+2,3%)     | 13(+44%)        |
| 27-05-2020                                                                    | 27-05-2020 |  | 292(+9%)       | 16(+23%)        |
| 28-05-2020                                                                    | 28-05-2020 |  | 346(+18%)      | 19(+19%)        |
| 29-05-2020                                                                    | 29-05-2020 |  | 423(+22%)      | 20(+5,3%)       |
| 30-05-2020                                                                    | 30-05-2020 |  | 483(+14%)      | 20(=)           |
| 31-05-2020                                                                    | 31-05-2020 |  | 530(+9,7%)     | 23(+15%)        |
| 01-06-2020                                                                    | 01-06-2020 |  | 588(+11%)      | 23(=)           |
| 02-06-2020                                                                    | 02-06-2020 |  | 668(+14%)      | 31(+35%)        |
| 03-06-2020                                                                    | 03-06-2020 |  | 745(+12%)      | 34(+9,7%)       |
| 04-06-2020                                                                    | 04-06-2020 |  | 784(+5,2%)     | 39(+15%)        |
| 05-06-2020                                                                    | 05-06-2020 |  | 883(+13%)      | 43(+10%)        |
| 06-06-2020                                                                    | 06-06-2020 |  | 947(+7,2%)     | 49(+14%)        |
| 07-06-2020                                                                    | 07-06-2020 |  | 1 049(+11%)    | 55(+12%)        |
| 08-06-2020                                                                    | 08-06-2020 |  | 1 104(+5,2%)   | 59(+7,3%)       |
| 09-06-2020                                                                    | 09-06-2020 |  | 1 162(+5,3%)   | 61(+3,4%)       |
| 10-06-2020                                                                    | 10-06-2020 |  | 1 283(+10%)    | 71(+16%)        |
| 11-06-2020                                                                    | 11-06-2020 |  | 1 439(+12%)    | 74(+4,2%)       |
| 12-06-2020                                                                    | 12-06-2020 |  | 1 572(+9,2%)   | 81(+9,5%)       |
| 13-06-2020                                                                    | 13-06-2020 |  | 1 682(+7%)     | 83(+2,5%)       |
| 14-06-2020                                                                    | 14-06-2020 |  | 1 783(+6%)     | 87(+4,8%)       |
| 15-06-2020                                                                    | 15-06-2020 |  | 1 887(+5,8%)   | 91(+4,6%)       |
| 16-06-2020                                                                    | 16-06-2020 |  | 2 057(+9%)     | 93(+2,2%)       |
| 17-06-2020                                                                    | 17-06-2020 |  | 2 223(+8,1%)   | 95(+2,2%)       |
| 18-06-2020                                                                    | 18-06-2020 |  | 2 424(+9%)     | 97(+2,1%)       |
| 19-06-2020                                                                    | 19-06-2020 |  | 2 621(+8,1%)   | 102(+5,2%)      |
| 20-06-2020                                                                    | 20-06-2020 |  | 2 813(+7,3%)   | 108(+5,9%)      |
| 21-06-2020                                                                    | 21-06-2020 |  | 2 984(+6,1%)   | 111(+2,8%)      |
| 22-06-2020                                                                    | 22-06-2020 |  | 3 121(+4,6%)   | 112(+0,9%)      |
| 23-06-2020                                                                    | 23-06-2020 |  | 3 292(+5,5%)   | 114(+1,8%)      |
| 24-06-2020                                                                    | 24-06-2020 |  | 3 519(+6,9%)   | 116(+1,8%)      |
| 25-06-2020                                                                    | 25-06-2020 |  | 3 739(+6,3%)   | 119(+2,6%)      |
| 26-06-2020                                                                    | 26-06-2020 |  | 3 907(+4,5%)   | 120(+0,84%)     |
| 27-06-2020                                                                    | 27-06-2020 |  | 4 025(+3%)     | 121(+0,83%)     |
| 28-06-2020                                                                    | 28-06-2020 |  | 4 149(+3,1%)   | 126(+4,1%)      |
| 29-06-2020                                                                    | 29-06-2020 |  | 4 237(+2,1%)   | 128(+1,6%)      |
| 30-06-2020                                                                    | 30-06-2020 |  | 4 363(+3%)     | 129(+0,78%)     |
| 01-07-2020                                                                    | 01-07-2020 |  | 4 472(+2,5%)   | 129(=)          |
| 02-07-2020                                                                    | 02-07-2020 |  | 4 606(+3%)     | 129(=)          |
| 03-07-2020                                                                    | 03-07-2020 |  | 4 705(+2,1%)   | 129(=)          |
| 04-07-2020                                                                    | 04-07-2020 |  | 4 827(+2,6%)   | 129(=)          |
| 05-07-2020                                                                    | 05-07-2020 |  | 4 879(+1,1%)   | 130(+0,78%)     |
| 06-07-2020                                                                    | 06-07-2020 |  | 4 948(+1,4%)   | 133(+2,3%)      |
| 07-07-2020                                                                    | 07-07-2020 |  | 5 024(+1,5%)   | 135(+1,5%)      |
| 08-07-2020                                                                    | 08-07-2020 |  | 5 087(+1,3%)   | 139(+3%)        |
| 09-07-2020                                                                    | 09-07-2020 |  | 5 126(+0,77%)  | 144(+3,6%)      |
| 10-07-2020                                                                    | 10-07-2020 |  | 5 203(+1,5%)   | 146(+1,4%)      |
| 11-07-2020                                                                    | 11-07-2020 |  | 5 275(+1,4%)   | 147(+0,68%)     |
| 12-07-2020                                                                    | 12-07-2020 |  | 5 355(+1,5%)   | 147(=)          |
| 13-07-2020                                                                    | 13-07-2020 |  | 5 446(+1,7%)   | 147(=)          |
| 14-07-2020                                                                    | 14-07-2020 |  | 5 518(+1,3%)   | 149(+1,4%)      |
| 15-07-2020                                                                    | 15-07-2020 |  | 5 564(+0,83%)  | 149(=)          |
| 16-07-2020                                                                    | 16-07-2020 |  | 5 649(+1,5%)   | 150(+0,67%)     |
| 17-07-2020                                                                    | 17-07-2020 |  | 5 710(+1,1%)   | 151(+0,67%)     |
| 18-07-2020                                                                    | 18-07-2020 |  | 5 813(+1,8%)   | 153(+1,3%)      |
| 19-07-2020                                                                    | 19-07-2020 |  | 5 873(+1%)     | 155(+1,3%)      |
| 20-07-2020                                                                    | 20-07-2020 |  | 5 923(+0,85%)  | 155(=)          |
| 21-07-2020                                                                    | 21-07-2020 |  | 5 985(+1%)     | 155(=)          |
| 22-07-2020                                                                    | 22-07-2020 |  | 6 027(+0,7%)   | 155(=)          |
| 23-07-2020                                                                    | 23-07-2020 |  | 6 067(+0,66%)  | 156(+0,65%)     |
| 24-07-2020                                                                    | 24-07-2020 |  | 6 116(+0,81%)  | 156(=)          |
| 25-07-2020                                                                    | 25-07-2020 |  | 6 151(+0,57%)  | 156(=)          |
| 26-07-2020                                                                    | 26-07-2020 |  | 6 171(+0,33%)  | 156(=)          |
| 27-07-2020                                                                    | 27-07-2020 |  | 6 208(+0,6%)   | 156(=)          |
| 28-07-2020                                                                    | 28-07-2020 |  | 6 249(+0,66%)  | 156(=)          |
| 29-07-2020                                                                    | 29-07-2020 |  | 6 273(+0,38%)  | 156(=)          |
| 30-07-2020                                                                    | 30-07-2020 |  | 6 295(+0,35%)  | 157(+0,64%)     |
| 31-07-2020                                                                    | 31-07-2020 |  | 6 310(+0,24%)  | 157(=)          |
| 01-08-2020                                                                    | 01-08-2020 |  | 6 319(+0,14%)  | 157(=)          |
| 02-08-2020                                                                    | 02-08-2020 |  | 6 323(+0,06%)  | 157(=)          |
| 03-08-2020                                                                    | 03-08-2020 |  | 6 382(+0,93%)  | 157(=)          |
| 04-08-2020                                                                    | 04-08-2020 |  | 6 418(+0,56%)  | 157(=)          |
| 05-08-2020                                                                    | 05-08-2020 |  | 6 444(+0,41%)  | 157(=)          |
| 06-08-2020                                                                    | 06-08-2020 |  | 6 473(+0,45%)  | 157(=)          |
| 07-08-2020                                                                    | 07-08-2020 |  | 6 498(+0,39%)  | 157(=)          |
| 08-08-2020                                                                    | 08-08-2020 |  | 6 510(+0,18%)  | 157(=)          |
| 09-08-2020                                                                    | 09-08-2020 |  | 6 523(+0,2%)   | 157(=)          |
| 10-08-2020                                                                    | 10-08-2020 |  | 6 555(+0,49%)  | 157(=)          |
| 11-08-2020                                                                    | 11-08-2020 |  | 6 598(+0,66%)  | 157(=)          |
| 12-08-2020                                                                    | 12-08-2020 |  | 6 622(+0,36%)  | 157(=)          |
| 13-08-2020                                                                    | 13-08-2020 |  | 6 653(+0,47%)  | 157(=)          |
| 14-08-2020                                                                    | 14-08-2020 |  | 6 676(+0,35%)  | 157(=)          |
| 15-08-2020                                                                    | 15-08-2020 |  | 6 693(+0,25%)  | 157(=)          |
| 16-08-2020                                                                    | 16-08-2020 |  | 6 701(+0,12%)  | 157(=)          |
| 17-08-2020                                                                    | 17-08-2020 |  | 6 762(+0,91%)  | 157(=)          |
| 18-08-2020                                                                    | 18-08-2020 |  | 6 789(+0,4%)   | 157(=)          |
| 19-08-2020                                                                    | 19-08-2020 |  | 6 829(+0,59%)  | 158(+0,64%)     |
| 20-08-2020                                                                    | 20-08-2020 |  | 6 848(+0,28%)  | 158(=)          |
| 21-08-2020                                                                    | 21-08-2020 |  | 6 885(+0,54%)  | 158(=)          |
| 22-08-2020                                                                    | 22-08-2020 |  | 6 894(+0,13%)  | 158(=)          |
| 23-08-2020                                                                    | 23-08-2020 |  | 6 905(+0,16%)  | 158(=)          |
| 24-08-2020                                                                    | 24-08-2020 |  | 6 928(+0,33%)  | 158(=)          |
| 25-08-2020                                                                    | 25-08-2020 |  | 6 960(+0,46%)  | 158(=)          |
| 26-08-2020                                                                    | 26-08-2020 |  | 6 977(+0,24%)  | 158(=)          |
| 27-08-2020                                                                    | 27-08-2020 |  | 6 993(+0,23%)  | 158(=)          |
| 28-08-2020                                                                    | 28-08-2020 |  | 7 012(+0,27%)  | 158(=)          |
| 29-08-2020                                                                    | 29-08-2020 |  | 7 012(=)       | 158(=)          |
| 30-08-2020                                                                    | 30-08-2020 |  | 7 016(+0,06%)  | 159(+0,63%)     |
| 31-08-2020                                                                    | 31-08-2020 |  | 7 048(+0,46%)  | 159(=)          |
| 01-09-2020                                                                    | 01-09-2020 |  | 7 075(+0,38%)  | 159(=)          |
| 02-09-2020                                                                    | 02-09-2020 |  | 7 089(+0,2%)   | 160(+0,63%)     |
| 03-09-2020                                                                    | 03-09-2020 |  | 7 106(+0,24%)  | 160(=)          |
| 04-09-2020                                                                    | 04-09-2020 |  | 7 126(+0,28%)  | 160(=)          |
| 05-09-2020                                                                    | 05-09-2020 |  | 7 134(+0,11%)  | 160(=)          |
| 06-09-2020                                                                    | 06-09-2020 |  | 7 142(+0,11%)  | 160(=)          |
| 07-09-2020                                                                    | 07-09-2020 |  | 7 165(+0,32%)  | 160(=)          |
| 08-09-2020                                                                    | 08-09-2020 |  | 7 165(=)       | 160(=)          |
| 09-09-2020                                                                    | 09-09-2020 |  | 7 191(+0,36%)  | 161(+0,62%)     |
| 10-09-2020                                                                    | 10-09-2020 |  | 7 222(+0,43%)  | 161(=)          |
| 11-09-2020                                                                    | 11-09-2020 |  | 7 266(+0,61%)  | 161(=)          |
| 12-09-2020                                                                    | 12-09-2020 |  | 7 274(+0,11%)  | 161(=)          |
| 13-09-2020                                                                    | 13-09-2020 |  | 7 276(+0,03%)  | 161(=)          |
| 14-09-2020                                                                    | 14-09-2020 |  | 7 295(+0,26%)  | 161(=)          |
| 15-09-2020                                                                    | 15-09-2020 |  | 7 319(+0,33%)  | 161(=)          |
| 16-09-2020                                                                    | 16-09-2020 |  | 7 332(+0,18%)  | 161(=)          |
| 17-09-2020                                                                    | 17-09-2020 |  | 7 346(+0,19%)  | 161(=)          |
| 18-09-2020                                                                    | 18-09-2020 |  | 7 361(+0,2%)   | 161(=)          |
| 19-09-2020                                                                    | 19-09-2020 |  | 7 365(+0,05%)  | 161(=)          |
| 20-09-2020                                                                    | 20-09-2020 |  | 7 368(+0,04%)  | 161(=)          |
| 21-09-2020                                                                    | 21-09-2020 |  | 7 384(+0,22%)  | 161(=)          |
| 22-09-2020                                                                    | 22-09-2020 |  | 7 403(+0,26%)  | 161(=)          |
| 23-09-2020                                                                    | 23-09-2020 |  | 7 425(+0,3%)   | 161(=)          |
| 24-09-2020                                                                    | 24-09-2020 |  | 7 433(+0,11%)  | 161(=)          |
| 25-09-2020                                                                    | 25-09-2020 |  | 7 457(+0,32%)  | 161(=)          |
| 26-09-2020                                                                    | 26-09-2020 |  | 7 462(+0,07%)  | 161(=)          |
| 27-09-2020                                                                    | 27-09-2020 |  | 7 464(+0,03%)  | 161(=)          |
| 28-09-2020                                                                    | 28-09-2020 |  | 7 474(+0,13%)  | 161(=)          |
| 29-09-2020                                                                    | 29-09-2020 |  | 7 488(+0,19%)  | 161(=)          |
| 30-09-2020                                                                    | 30-09-2020 |  | 7 502(+0,19%)  | 161(=)          |
| 01-10-2020                                                                    | 01-10-2020 |  | 7 505(+0,04%)  | 161(=)          |
| 02-10-2020                                                                    | 02-10-2020 |  | 7 511(+0,08%)  | 162(+0,62%)     |
| 03-10-2020                                                                    | 03-10-2020 |  | 7 517(+0,08%)  | 162(=)          |
| 04-10-2020                                                                    | 04-10-2020 |  | 7 520(+0,04%)  | 162(=)          |
| 05-10-2020                                                                    | 05-10-2020 |  | 7 523(+0,04%)  | 162(=)          |
| 06-10-2020                                                                    | 06-10-2020 |  | 7 529(+0,08%)  | 162(=)          |
| 07-10-2020                                                                    | 07-10-2020 |  | 7 535(+0,08%)  | 162(=)          |
| 08-10-2020                                                                    | 08-10-2020 |  | 7 540(+0,07%)  | 162(=)          |
| 09-10-2020                                                                    | 09-10-2020 |  | 7 548(+0,11%)  | 163(+0,62%)     |
| 10-10-2020                                                                    | 10-10-2020 |  | 7 550(+0,03%)  | 163(=)          |
| 11-10-2020                                                                    | 11-10-2020 |  | 7 550(=)       | 163(=)          |
| 12-10-2020                                                                    | 12-10-2020 |  | 7 554(+0,05%)  | 163(=)          |
| 13-10-2020                                                                    | 13-10-2020 |  | 7 565(+0,15%)  | 163(=)          |
| 14-10-2020                                                                    | 14-10-2020 |  | 7 572(+0,09%)  | 163(=)          |
| 15-10-2020                                                                    | 15-10-2020 |  | 7 585(+0,17%)  | 163(=)          |
| 16-10-2020                                                                    | 16-10-2020 |  | 7 603(+0,24%)  | 163(=)          |
| 17-10-2020                                                                    | 17-10-2020 |  | 7 607(+0,05%)  | 163(=)          |
| 18-10-2020                                                                    | 18-10-2020 |  | 7 608(+0,01%)  | 163(=)          |
| 19-10-2020                                                                    | 19-10-2020 |  | 7 621(+0,17%)  | 163(=)          |
| 20-10-2020                                                                    | 20-10-2020 |  | 7 634(+0,17%)  | 163(=)          |
| 21-10-2020                                                                    | 21-10-2020 |  | 7 638(+0,05%)  | 163(=)          |
| 22-10-2020                                                                    | 22-10-2020 |  | 7 650(+0,16%)  | 163(=)          |
| 23-10-2020                                                                    | 23-10-2020 |  | 7 662(+0,16%)  | 163(=)          |
| 24-10-2020                                                                    | 24-10-2020 |  | 7 663(+0,01%)  | 163(=)          |
| 25-10-2020                                                                    | 25-10-2020 |  | 7 664(+0,01%)  | 163(=)          |
| 26-10-2020                                                                    | 26-10-2020 |  | 7 677(+0,17%)  | 163(=)          |
| 27-10-2020                                                                    | 27-10-2020 |  | 7 680(+0,04%)  | 163(=)          |
| 28-10-2020                                                                    | 28-10-2020 |  | 7 688(+0,1%)   | 163(=)          |
| 29-10-2020                                                                    | 29-10-2020 |  | 7 700(+0,16%)  | 163(=)          |
| 30-10-2020                                                                    | 30-10-2020 |  | 7 700(=)       | 163(=)          |
| 31-10-2020                                                                    | 31-10-2020 |  | 7 703(+0,04%)  | 163(=)          |
| 01-11-2020                                                                    | 01-11-2020 |  | 7 704(+0,01%)  | 163(=)          |
| 02-11-2020                                                                    | 02-11-2020 |  | 7 711(+0,09%)  | 163(=)          |
| 03-11-2020                                                                    | 03-11-2020 |  | 7 724(+0,17%)  | 164(+0,61%)     |
| 04-11-2020                                                                    | 04-11-2020 |  | 7 744(+0,26%)  | 164(=)          |
| 05-11-2020                                                                    | 05-11-2020 |  | 7 777(+0,43%)  | 165(+0,61%)     |
| 06-11-2020                                                                    | 06-11-2020 |  | 7 804(+0,35%)  | 165(=)          |
| 07-11-2020                                                                    | 07-11-2020 |  | 7 814(+0,13%)  | 165(=)          |
| 08-11-2020                                                                    | 08-11-2020 |  | 7 820(+0,08%)  | 165(=)          |
| 09-11-2020                                                                    | 09-11-2020 |  | 7 833(+0,17%)  | 165(=)          |
| 10-11-2020                                                                    | 10-11-2020 |  | 7 848(+0,19%)  | 165(=)          |
| 11-11-2020                                                                    | 11-11-2020 |  | 7 885(+0,47%)  | 165(=)          |
| 12-11-2020                                                                    | 12-11-2020 |  | 7 900(+0,19%)  | 165(=)          |
| 13-11-2020                                                                    | 13-11-2020 |  | 7 932(+0,41%)  | 165(=)          |
| 14-11-2020                                                                    | 14-11-2020 |  | 7 948(+0,2%)   | 165(=)          |
| 15-11-2020                                                                    | 15-11-2020 |  | 7 952(+0,05%)  | 165(=)          |
| 16-11-2020                                                                    | 16-11-2020 |  | 7 979(+0,34%)  | 165(=)          |
| 17-11-2020                                                                    | 17-11-2020 |  | 7 994(+0,19%)  | 165(=)          |
| 18-11-2020                                                                    | 18-11-2020 |  | 8 010(+0,2%)   | 167(+1,2%)      |
| 19-11-2020                                                                    | 19-11-2020 |  | 8 034(+0,3%)   | 168(+0,6%)      |
| 20-11-2020                                                                    | 20-11-2020 |  | 8 075(+0,51%)  | 169(+0,6%)      |
| 21-11-2020                                                                    | 21-11-2020 |  | 8 096(+0,26%)  | 169(=)          |
| 22-11-2020                                                                    | 22-11-2020 |  | 8 128(+0,4%)   | 169(=)          |
| 23-11-2020                                                                    | 23-11-2020 |  | 8 167(+0,48%)  | 169(=)          |
| 24-11-2020                                                                    | 24-11-2020 |  | 8 193(+0,32%)  | 169(=)          |
| 25-11-2020                                                                    | 25-11-2020 |  | 8 246(+0,65%)  | 171(+1,2%)      |
| 26-11-2020                                                                    | 26-11-2020 |  | 8 288(+0,51%)  | 171(=)          |
| 27-11-2020                                                                    | 27-11-2020 |  | 8 424(+1,6%)   | 172(+0,58%)     |
| 28-11-2020                                                                    | 28-11-2020 |  | 8 458(+0,4%)   | 172(=)          |
| 29-11-2020                                                                    | 29-11-2020 |  | 8 547(+1,1%)   | 175(+1,7%)      |
| 30-11-2020                                                                    | 30-11-2020 |  | 8 601(+0,63%)  | 177(+1,1%)      |
| 01-12-2020                                                                    | 01-12-2020 |  | 8 710(+1,3%)   | 177(=)          |
| 02-12-2020                                                                    | 02-12-2020 |  | 8 863(+1,8%)   | 179(+1,1%)      |
| 03-12-2020                                                                    | 03-12-2020 |  | 9 005(+1,6%)   | 181(+1,1%)      |
| 04-12-2020                                                                    | 04-12-2020 |  | 9 181(+2%)     | 182(+0,55%)     |
| 05-12-2020                                                                    | 05-12-2020 |  | 9 359(+1,9%)   | 184(+1,1%)      |
| 06-12-2020                                                                    | 06-12-2020 |  | 9 516(+1,7%)   | 188(+2,2%)      |
| 07-12-2020                                                                    | 07-12-2020 |  | 9 679(+1,7%)   | 194(+3,2%)      |
| 08-12-2020                                                                    | 08-12-2020 |  | 9 876(+2%)     | 197(+1,5%)      |
| 09-12-2020                                                                    | 09-12-2020 |  | 10 105(+2,3%)  | 202(+2,5%)      |
| 10-12-2020                                                                    | 10-12-2020 |  | 10 268(+1,6%)  | 210(+4%)        |
| 11-12-2020                                                                    | 11-12-2020 |  | 10 501(+2,3%)  | 210(=)          |
| 12-12-2020                                                                    | 12-12-2020 |  | 10 780(+2,7%)  | 222(+5,7%)      |
| 13-12-2020                                                                    | 13-12-2020 |  | 10 971(+1,8%)  | 225(+1,4%)      |
| 14-12-2020                                                                    | 14-12-2020 |  | 11 135(+1,5%)  | 228(+1,3%)      |
| 15-12-2020                                                                    | 15-12-2020 |  | 11 431(+2,7%)  | 236(+3,5%)      |
| 16-12-2020                                                                    | 16-12-2020 |  | 11 629(+1,7%)  | 244(+3,4%)      |
| 17-12-2020                                                                    | 17-12-2020 |  | 11 805(+1,5%)  | 254(+4,1%)      |
| 18-12-2020                                                                    | 18-12-2020 |  | 12 046(+2%)    | 264(+3,9%)      |
| 19-12-2020                                                                    | 19-12-2020 |  | 12 278(+1,9%)  | 273(+3,4%)      |
| 20-12-2020                                                                    | 20-12-2020 |  | 12 418(+1,1%)  | 281(+2,9%)      |
| 21-12-2020                                                                    | 21-12-2020 |  | 12 567(+1,2%)  | 286(+1,8%)      |
| 22-12-2020                                                                    | 22-12-2020 |  | 12 745(+1,4%)  | 290(+1,4%)      |
| Fonti: - Ministero della sanità - Ultimo aggiornamento: 22.12.2020, 18:00 GMT |            |  |                |                 |

## Cronologia

### Marzo
Il 13 marzo è stato confermato il primo caso, il caso è stato messo in isolamento.
Il caso è un espatriato da un paese ancora da divulgare, nella capitale mauritana Nouakchott. Dopo che i risultati dei test sono risultati positivi, i voli charter per la Francia sono stati cancellati.
Il 18 marzo, il ministro della salute mauritano ha annunciato la scoperta di un secondo caso positivo di coronavirus, si trattava di una dipendente straniera, che lavorava in una casa di una coppia di espatriati, la donna era arrivata 10 giorni prima della scoperta.
Un terzo caso di coronavirus è stato regisyrato il 26 marzo, un uomo di 74 anni, un cittadino mauritano che era arrivato in Mauritania il 15 marzo dalla Francia.
Il paese ha registrato la sua prima morte il 30 marzo.

### Aprile
Il 18 aprile, l'ultimo caso attivo rimasto è guarito. In quella data, c'erano stati 7 casi confermati nel paese, 6 dei quali erano guariti e uno dei quali era morto, rendendo temporaneamente la Mauritania uno dei pochi paesi colpiti nel mondo a liberarsi da COVID-19.
Il 29 aprile un cittadino senegalese è risultato positivo, si trattava di una donna di 68 anni che vive nello stato di Nouakchott.